# Brachytheciaceae
Die Brachytheciaceae sind eine Familie der Moos-Ordnung Hypnales. Sie enthalten viele in Mitteleuropa sehr häufige Arten.

## Merkmale
Die Brachytheciaceae enthalten recht verschiedengestaltige Moose. Sie wachsen unregelmäßig verzweigt oder regelmäßig einfach gefiedert und bilden lockere bis dichte Rasen.
Die Blätter sind bei den meisten Arten breit eiförmig oder dreieckig und lang zugespitzt. Eine Blattrippe ist stets vorhanden und reicht beim Großteil der Arten bis in die obere Blatthälfte. Die Zellen der Blätter sind prosenchymatisch, d. h. um ein Vielfaches länger als breit und mit spitzen Enden ineinander greifend.
Die Kapsel steht aufrecht und ist regelmäßig; sie besitzt ein Peristom aus zwei Zahnreihen. Der Kapseldeckel ist geschnäbelt.

## Vorkommen
Die Moose dieser Familie wachsen auf ganz verschiedenen Substraten: Erde, Fels oder Rinde. Auch viele einzelne Arten sind, was das Substrat angeht, nicht wählerisch. Sie sind auf der ganzen Welt verbreitet.

## Systematik
Die Brachytheciaceae sind eine Familie der Ordnung Hypnales. Sie sind die Schwestergruppe der Meteoriaceae. Die Brachytheciaceae werden in drei Unterfamilien unterteilt, die morphologisch zwar schlecht, molekulargenetisch aber gut charakterisiert sind. Die Familie umfasst 43 Gattungen mit etwa 560 Arten und ist nach Frey und Stech (2009) wie folgt gegliedert (Arten werden nur exemplarisch gelistet): 
- Unterfamilie Eurhychioideae
  - Aerobryum
  - Bryoandersonia
  - Eriodon
  - Eurhynchium
  - Palamocladium
  - Plasteurhynchium
  - Platyhypnidium
  - Pseudoscleropodium
  - Rhynchostegium
    - Rhynchostegium murale
    - Rhynchostegium riparioides

  - Scorpiurum
- Unterfamilie Helicodontoideae
  - Aerolindigia
  - Cirriphyllum
  - Clasmatodon
  - Donrichardsia
  - Eurhynchiella
  - Flabellidium
  - Helicodontium
  - Homalotheciella
  - Juratzkaeella
  - Mandoniella
  - Meteoridium
  - Nobregaea
  - Okamuraea
  - Oxyrrhynchium
  - Remyella
  - Rhynchostegiella
  - Schimperella
  - Squamidium
  - Zelometeorium
- Unterfamilie Brachythedioideae
  - Brachytheciastrum
  - Brachytheciella
  - Brachythecium
  - Bryhnia
  - Eurhynchiadelphus
  - Eurhynchiastrum
  - Homalothecium
  - Kindbergia
  - Myuroclada
  - Sciuro-hypnum
  - Scleropodium
  - Unclejackia

Folgende Gattungen werden provisorisch in die Familie gestellt:
- Lindigia
- Stenocarpidiopsis